# Gail (Texas)
Gail önkormányzat nélküli város az USA Texas államában, Borden megyében, melynek megyeszékhelye is. Lakosainak száma 249 fő (2020. április 1.).